# Hans Bückner
Hans F. Bückner, em inglês também Bueckner (Lotzen, Klipphausen, Meißen (distrito), 22 de novembro de 1912 – desconhecido) foi um matemático alemão, pioneiro das máquinas de calcular na Alemanha.
Bückner estudou matemática de 1931 a 1936 na Universidade de Königsberg, obtendo um doutorado em 1937 na Universidade de Marburgo, orientado por Maximilian Krafft, com a tese Über Flächen von fester Breite. esteve depois em Berlim (desenvolveu sistemas de computação analógica nas fábricas da Askania em Berlim-Friedenau). Em 1944 obteve a habilitação na Universidade Técnica de Darmstadt. Em 1951 esteve na Universidade Técnica de Berlim, e também em Minden. Bückner dirigiu em 1952 na firma Schoppe & Faeser em Minden o desenvolvimento do então mais potente computador analógico europeu para integração (Integromat). A primeira instalação foi entregue ao Laboratório Nacional de Física em Teddington, Inglaterra. Em 1948 obteve uma patente para um integrador para a Schoppe & Faeser.

## Publicações
- Zur Differentialgeometrie der Kurven und Flächen fester Breite, Schriften der Königsberger gelehrten Gesellschaft, Volume 14, Nr. 1, Halle: Niemeyer 1937
- Über eine Näherungslösung der gewöhnlichen linearen Differentialgleichung 1. Ordnung, Zeitschrift für Angewandte Mathematik und Mechanik (ZAMM), Volume 22, 1942, p. 143–152
- A special method of successive approximation for Fredholm integral equations, Duke Math. J., Volume 15, 1948, p. 197–206
- Über Konvergenzsätze, die sich bei der Anwendung eines Differenzenverfahrens auf ein Sturm-Liouvillesches Eigenwertproblem ergeben, Mathematische Zeitschrift, Volume 51, 1949, p. 423
- Ein unbeschränkt anwendbares Iterationsverfahren für Fredholmsche Integralgleichungen, Mathematische Nachrichten, Volume 2, 1949, p. 304–313
- Bericht über die Entwicklungsarbeiten an der Integrieranlage der Rechenautomaten G. m. b. H. Göttingen, ZAMM, Volume 29, 1949, p. 38[7]
- Untere Schranken für skalare Produkte von Vektoren und für analoge Integralausdrücke, Annali di Matematica Pura ed Applicata, Volume 28, 1949, p. 237–261
- Bemerkungen zur Numerischen Quadratur, Teil 1, 2, Mathematische Nachrichten, Volume 3, 1949, p. 142–145, 146–151
- Ein neuer Typ von Integrieranlage zur Behandlung von Differentialgleichungen, Archiv der  Mathematik, Volume 7, 1949/50, p. 424–433
- Zum Zirkeltest der Integrieranlagen, ZAMM, Volume 31, 1951, p. 224–226
- Konvergenzuntersuchungen bei einem algebraischen Verfahren zur näherungsweisen Lösung von Integralgleichungen, Math. Nachrichten, Volume 3, 1950, p. 358–372
- Über die großen Rechengeräte, Abhandlungen aus dem Math. Kolloquium, Vandenhoeck und Ruprecht, Göttingen 1951, p. 22–68
- Die Praktische Behandlung von Integral-Gleichungen, Ergebnisse der Mathematik und ihrer Grenzgebiete, Springer 1952
- Moderne Rechenanlagen, in: Siegfried Flügge (Hrsg.), Handbuch der Physik, Volume 1/2: Mathematische Methoden 2, Springer 1955
- Numerical methods for integral equations, in: J. Todd (Hrsg.), Survey of Numerical Analysis, McGraw Hill 1962, p. 439–467